# Montclar (kommun)
Montclar är en kommun i Spanien.   Den ligger i grevskapet Berguedà, i provinsen Província de Barcelona och regionen Katalonien, i den östra delen av landet, 500 km öster om huvudstaden Madrid. Antalet invånare är 115. Arean är 21,9 kvadratkilometer. Montclar gränsar till L'Espunyola, Casserres, Viver i Serrateix, Montmajor och Avià. 
Terrängen i Montclar är platt österut, men västerut är den kuperad.